# Adûnaic
L'adùnaic és un idioma creat per J.R.R. Tolkien en el context de la seva obra literària referida a la Terra Mitjana. Va ser la llengua dels homes de Númenor durant la Segona Edat.
L'adûnaic (que significa "llengua de l'oest") derivava de les llengües Bëoriana i Hadoriana, anomenades Taliska de forma col·lectiva, que durant la Primera Edat havien correspost a la primera i tercera casa dels homes. La influència principal, però, corresponia al Hadorià, ja que la major part dels Bëorians van morir a la Dagor Bragollach, i la fusió lingüistica va ser desigual.
Aparentment l'adûnaic no es va veure influït per la llengua de la segona casa dels homes, el haladin, ja que quan els númenóreans de la Segona Edat van viatjar a la Terra Mitjana no entenien la llengua de les gents d'Enedwaith i Minhiriath, descendents dels Haladin.
La Llengua Comuna que es parlava de forma generalitzada a la Terra Mitjana durant la Tercera Edat troba en l'adûnaic el seu origen principal, si bé amb influències de l'èlfic.